# Hán Nham Trùng Viễn
Thiền sư Hán Nham Trùng Viễn (kr: Hanam Jungwon, zh: 漢巖重遠; 1876-1951), thiền sư nổi tiếng thời cận đại của Thiền phái Tào Khê Hàn Quốc. Sư là một trong những người có ảnh hưởng lớn đến sự phát triển của Tông Tào Khê Hàn Quốc thời hiện đại và từng giữ chức Tông Trưởng- người đứng đầu và lãnh đạo tinh thần của tông phái này. Sư là một trong bốn đệ tử nối pháp của Thiền sư Cảnh Hư(kr: Gyeongheo) môn đệ của sư được nhiều người biết nhất là thiền sư ni Đại Hằng (kr: Daehaeng)- người lãnh đạo tu tập Thiền Tông tại nhiều Trung tâm Thiền cho cư sĩ nam nữ và tăng ni.

## Cơ duyên
Sư sinh năm 1876 trong một gia đình thuộc tầng lớp thượng lưu và được giáo dục theo truyền thống của Nho Giáo. Một hôm, trong khi đang đọc cuốn sách Lịch sử tại trường học và thấy trong đó nói rằng từ thời quá khứ xa xưa đã có một vị Thiên Chúa ở trên Thiên Đàng. Đọc tới chỗ này, sư thắc mắc và hỏi các giáo viên rằng nếu Thiên Chúa có thật và sống vào thời điểm đó, thì ai là người có trước ông ta. Giáo viên rất ngạc nhiên khi nghe câu hỏi táo bạo của một cậu bé 8 tuổi và trả lời rằng họ đoán rằng trước cả Thiên Chúa là một vị vua tên Pangu người tạo ra thế giới và từng tồn tại trong quá khứ xa xưa, trước cả khi vũ trụ sinh ra. Tuy nhiên, câu trả lời của họ không thỏa mãn được thắc mắc của sư, sư hỏi vậy ai sẽ là người có trước vị Pangu kia, và đến đây giáo viên không trả lời được nữa. Sau đó sư chuyên tâm học kinh sách Nho Giáo và nỗ lực cố gắng tìm câu trả lời cho thắc mắc kia nhưng vẫn không có kết quả.

Đến năm 21 tuổi, sư đến núi Kim Cương ở Bắc Triều Tiên (ngày nay) và xuất gia tu tập tại chùa Trường An (zh: 長安寺) với Thiền sư Haenglŭm Kŭmwŏl. Và sau tiếp tục tu tập tại Thần Khê Tự (zh: 神溪寺). Sau vài năm tu hành, sư có một kinh nghiệm giác ngộ đầu tiên khi đọc tới một đoạn văn trong quyển Tu Tâm Quyết (kr: Susimgyeol) của Thiền sư Trí Nột:
Chẳng biết tự tâm mình là chân Phật, chẳng biết tự tánh mình là chân pháp. Muốn cầu pháp mà cầu các thánh ở tha phương. Muốn cầu Phật mà chẳng quán tự tâm. Nếu nói ngoài tâm có Phật, ngoài tánh có pháp, chấp cứng tình nầy, muồn cầu Phật đạo, dù trải qua số kiếp như vi trần, đốt thân chặt tay đập xương ra tủy, chích máu viết kinh, ngồi mãi chẳng nằm, ngày ăn một bữa, cho đến đọc hết một đại tạng kinh, tu muôn ngàn khổ hạnh, chẳng khác nào nấu cát làm cơm, chỉ luống tự nhọc.
Sau đó, sư bắt đầu hành cước đi khắp nơi tìm minh sư để có thể dẫn dắt sư đạt đến sự giác ngộ. Vào lúc đó, Thiền sư Cảnh Hư đang dẫn chúng tu tập tại chùa Cheongamsa, biết được điều này, sư đã đến và xin được tu tập tại đây. Sư tuân theo các lời dạy về tu tập của Thiền sư Cảnh Hư và dành hết tâm trí, sức lực cho việc thực hành Thiền thoại đầu. Một hôm, trong buổi thuyết pháp, Thiền sư Cảnh Hư trích một câu trong kinh Kim Cang là nếu thấy tướng thực chẳng phải tướng thì sẽ thấy được Như Lai. Qua câu kinh này, sư đại ngộ, bao nhiêu nghi ngờ từ lúc còn nhỏ cho tới nay đều sáng tỏ. Sư có làm bài kệ để nói về sự đại ngộ này:
Cước hạ thanh thiên đầu thượng loan.
Bản vô nội ngoại diệc trung gian.
Bả giả năng hành, manh giả kiến.

Bắc sơn vô ngữ đối Nam sơn.
Dịch
Chân đạp trời xanh, đầu đội đất
Vốn không nội ngoại, chẳng trung gian
Kẻ què siêng bước, người mù thấy

Núi Bắc không lời đáp núi Nam.
Từ năm 1889-1903, sư đã trải qua nhiều khóa Thiền thất tại nhiều ngôi thiền đường khác nhau trong khu vực. Sư tham gia kỳ Thiền Thất mùa hè tại Hải Ấn Tự (Haeinsa) dưới sự chủ trì của Thiền sư Cảnh Hư vào năm 1903.

Năm 1904, ở tuổi 29, sư làm người lãnh đạo dẫn chúng tu tập tại Thiền Đường tổ đình Thông Độ Tự(kr: Tongdosa). Tuy nhiên, sau khi đọc tới một đoạn kinh nọ, sư không thể hiểu hết được ý nghĩa thực sự của nó. Tới ngày hôm sau, sư đóng của Thiền Đường và lập Am ẩn tu ở quận Maeng-san ở Pyŏngan-do (Bắc Triều Tiên ngày nay) và quyết tâm đạt sự giác ngộ hoàn toàn. Sư đã chuyên tâm tu tập Thiền ở đó khoảng 8 năm và tới một hôm đang đốt lửa, khi thấy dòng lửa đang bừng lên, sư đại ngộ triệt để. Sư có làm bài kệ tỏ ngộ như sau:
Trữ hỏa trù trung nhãn hốt minh.
Tùng tư cổ lộ tùy duyên thanh.
Nhược nhơn vấn ngã Tây lai ý.
Nham hạ tuyền minh bất thấp thanh
Dịch:
Trong bếp lửa hừng chợt nhận ra
Đường xưa theo đó tùy duyên qua
Nếu ai hỏi lão “ Tây lai ý ”?

Tiếng suối dưới khe chẳng ướt va.

## Hoằng pháp
Sau đó, sư được mời hướng dẫn tu tập và thuyết pháp tại nhiều ngôi thiền đường lúc bấy giờ. Người ta ví thiền sư Mãn Không(mangong) và sư là hai vị Thiền sư nổi trội nhất lúc bấy giờ: Mãn Không ở Phía Nam, Hán Nham ở Phía Bắc.
Năm 1922, sư đến ở ẩn tại Tràng An Tự ở núi Kim Cương và sau đó được mời đến trụ trì và lãnh đạo chúng tu hành tại Kiến Tính Tự(kr: Bongeun) vào năm 1926.
Sư nổi tiếng vì tinh thần siêng năng tu tập và là bậc tùng lâm thạch trụ- trong suốt 25 cuối đời, sư không bao giờ rời khỏi núi. Trong các bài thuyết pháp, sư luôn cố gắng thuyết giảng Thiền qua những ngôn từ giản dị và chân thật nhất từ kinh nghiệm giác ngộ của chính mình để tất cả mọi người đều có thể dễ hiểu và ứng dụng tu tập.
Sư được các vị Thiền sư khác nhiều lần đề cử các chức vụ khác nhau, dù nhiều lần tự mình tự chối. Năm 1929, sư được đề cử làm 1 trong 7 lãnh đạo của Phật giáo Hàn Quốc và chức phó chủ tịch Cộng đồng Thiền Định Xã Hội vào năm 1934. Năm 1936, sư được bầu làm Tông Trưởng của Thiền phái Tào Khê và một lần nữa vào năm 1941, đến năm 1945 sư từ chức nhưng lại được đề cử vị trí này nữa vào năm 1948.

## Thị tịch
Năm 1951, sức khỏe sư yếu dần và trải qua một cơn bệnh nhẹ. Sau khi nhập thất tu tập hơn 15 ngày, đến ngày 21 tháng 3 năm 1951, sư dặn dò các đệ tử xong rồi ngồi kiết già thị tịch. Hưởng thọ 75 tuổi và hạ lạp 54 năm.